# Relações entre Bangladesh e Kuwait
As relações entre Bangladesh e Kuwait são as relações bilaterais da República Popular de Bangladesh e do Estado do Kuwait.

## História
O Emir do Kuwait, Sabah Al-Salim Al-Sabah, visitou Bangladesh em 1974. Bangladesh tem uma embaixada residente no Kuwait. Em 1991, após a invasão do Kuwait pelo Iraque, Bangladesh enviou tropas como parte do Escudo do Deserto liderado pelas Nações Unidas para proteger a Arábia Saudita. Bangladesh também participou da primeira Guerra do Golfo como parte da coalizão internacional. O exército de Bangladesh perdeu 59 soldados na guerra e nas operações de desminagem após a guerra. Em 2016, 728 soldados de Bangladesh morreram e 152 outros ficaram feridos durante a remoção de minas terrestres deixadas pelas forças iraquianas durante a Guerra do Golfo, como parte da Operação Reconstrução do Kuwait. Em março de 2016, as duas nações assinaram um tratado que permite aos titulares de passaportes diplomáticos de cada país viajarem sem visto de entrada. A ONG Kuwaitiana Revival of Islamic Heritage Society foi proibida em Bangladesh por financiar o terrorismo. Mohammad Shahid Islam, membro do Parlamento de Bangladesh, foi detido no Kuwait sob acusações de tráfico de pessoas. H.M. Abul Kalam é o Embaixador de Bangladesh no Kuwait.

## Relações econômicas
Em 2000, havia cerca de dois milhões de trabalhadores migrantes de Bangladesh no Kuwait. Em 2006, o Kuwait proibiu a importação de trabalhadores de Bangladesh devido a supostas práticas inadequadas de recrutamento por agências privadas de recrutamento. Em julho de 2008, 2.000 trabalhadores de Bangladesh protestaram contra as condições de vida e os baixos salários que eram 18 dinares do Kuwait por mês. Alguns dos trabalhadores foram presos pelos protestos, mas o Ministério do Trabalho do Kuwait concordou em aumentar os salários para quarenta dinares do Kuwait.
Em fevereiro de 2015, o Kuwait reautorizou a entrada de trabalhadores de Bangladesh após uma proibição de sete anos; essa medida foi tomada depois que a Índia impôs uma nova restrição à migração de trabalhadores indianos para o Kuwait. O número total de trabalhadores migrantes de Bangladesh foi reduzido para 190.000 em 2014. Em 2016, o número de trabalhadores migrantes aumentou para 200.000. Em maio de 2016, o governo do Kuwait concordou em ajudar o governo de Bangladesh a estabelecer um refinaria de petróleo em Bangladesh.